# 2852 Declercq
2852 Declercq è un asteroide della fascia principale. Scoperto nel 1981, presenta un'orbita caratterizzata da un semiasse maggiore pari a 2,7836976 UA e da un'eccentricità di 0,0875419, inclinata di 1,70130° rispetto all'eclittica.
Fa parte della famiglia di asteroidi Astrid.
L'asteroide è dedicato al cognome di famiglia della moglie dello scopritore.